# Biovodik
Biovodik je vodik dobiven iz prirode, a najčešće se dobiva iz algi i bakterija. Biovodik je potentno biogorivo koje se može dobiti kultivacijom ili iz otpadnih organskih materijala. Trenutno je u svijetu prisutna potreba za biovodikom.

## Uvod
Potražnja kemijski dobivenog vodika trenutno je ogromna. Ne postoje zapisi o količini proizvedenog i potrošenog vodika na svjetskoj razini, ali procjenjuje se da je potrošnja dosegla oko 900 milijardi kubičnih metara u 2011.
Najveći proizvođači i potrošači biovodika su rafinerije. Danas je čak 96 % vodika dobiveno iz fosilnih goriva. Od toga je 48 % dobiveno iz prirodnog plina, 30 % iz ugljikovodika, 18 % iz ugljena i oko 4 % elektrolizom. Obrada naftnog pijeska, proces pretvorbe plina u tekućinu i uplinjavanje ugljena zahtijevaju velike količine vodika, pa se očekuje da će zahtjev za vodikom naglo porasti u sljedećih nekoliko godina.
Buduća važna primjena vodika vjerojatno će biti kao alternativa fosilnim gorivima, nakon iscrpljivanja preostalih rezervi. Ova primjena uvelike ovisi o razvoju tehnike skladištenja, kako bi se omogućila bolja pohrana, distribucija i izgaranje vodika. Ako se cijena proizvodnje, distribucije i tehnologije potrebne za obradu vodika smanji, vodik će kao gorivo biti na tržištu već 2020.

## Biovodik iz alga
Njemački znanstvenik Hans Graffron 1939. je, dok je radio na sveučilištu u Chicagu, opazio da alge koje je proučavao, Chlamydomonas reinhardtii, ponekad prijeđu s proizvodnje kisika na proizvodnju vodika. Graffron nikada nije otkrio uzrok ovakve promjene, kao ni mnogi znanstvenici dugo poslije njega. U kasnim 1990-im profesor Anastosios Melis, znanstvenik na sveučilištu Berkeley, otkrio je da ako se kulturi algi uskrati sumpor, one će prijeći s proizvodnje kisika na proizvodnju vodika. Otkrio je da enzim odgovoran za ovakvu reakciju jest hidrogenaza, ali da je ovu funkciju izgubio u prisustvu kisika. Melis je otkrio da smanjivanje količine sumpora dostupnog algama, poremećuje njihov unutarnji tok kisika, stvarajući hidrogenazi okoliš unutar kojeg može reagirati, što za posljedicu ima proizvodnju vodika. Chlamydomonas moewusii je isto tako dobar način za proizvodnju vodika. Znanstvenici na odjelu energetike Nacionalnog laboratorija Argonne su u procesu traženja načina kako odvojiti dio enzima hidrogenaze koji proizvodi vodik i uvesti ga u proces fotosinteze. Rezultat bi bila ogromna količina proizvedenog plina vodika, jednaka količini proizvedenog kisika.
Trebalo bi 25000 kvadratnih kilometara da bi se zamijenila upotreba plina vodikom u SAD-u.  Drugim riječima, ovo predstavlja otprilike 10 % površine namijenjene ugoju soje u SAD-u. Državni odjel za energetiku je postavio prodajnu cijenu od 2.60 $/kg kako bi obnovljivi vodik bio ekonomski sposoban za život. 1 kg vodika ima energetsku vrijednost jednaku 1 galonu benzina. Da bi ovo postigli, učinkovitost promjene svjetlost-vodik mora doseći 10 %, dok je trenutno na samo 1 %, a cijena je procijenjena na 13.53 $/kg. Prema procjenama DOE-a, pumpna stanica koja bi opskrbljivala 100 automobila dnevno, trebala bi 300 kg vodika. Sa sadašnjom tehnologijom, za 300 kg vodika dnevno, sustav bi zahtijevao 110000 m2 površine bazena, 0,2 g/l koncentracije stanica, zarubljena pretvarač antena i 10 cm dubok bazen. Za poboljšanje učinkovitosti znanstvenici razvijaju FeFe hidrogenazu koja je otporna na kisik i povećavaju proizvodnju vodika poboljšanim transferom elektrona.

## Biovodik iz bakterija

### Potrebe procesa
Ako će postupak dobivanja vodika fermentacijom biti industrijaliziran, fermentacijski proces će biti ovisan o organskim kiselinama kao podlozi za foto-fermentaciju. Organske kiseline su nužne za visoke stope proizvodnje vodika.
Organske kiseline mogu biti derivirane iz izvora organskih matrijala kao što su kanalizacijski ili poljoprivredni otpad. Najvažnije organske kiseline su octena, butanska i propionska kiselina. Velika prednost proizvodnje vodika fermentacijom je ta, što joj kao podloga ne treba glukoza.
Fermentacija vodika mora biti kontinuiran proces, da bi se zadržala visoka stopa proizvodnje jer je vremensko razdoblje potrebno da bi proizvodnja dosegla višu razinu brojen u danima.

### Fermentacija
Nekoliko načina proizvodnje vodika fermentacijom u laboratoriju može se pronaći u literaturi. Međutim, za industrijsku proizvodnju ih još uvijek nema. Da bi se definirala proizvodnja na industrijskoj razini, informacije dobivene u laboratorijskim eksperimentima skaliraju se na industrijsku razinu po teoretskoj osnovi. Općenito se metoda fermentacije vodika dijeli na tri glavne kategorije. Prva kategorija je tamna fermentacija, fermentacija koja ne uključuje svjetlost. Druga kategorija je foto-fermentacija ili fermentacija koja zahtijeva svjetlost kao izvor energije. Treća je kombinirana fermentacija i, kako samo ime kaže, kombinacija je prethodne dvije.

#### Tamna fermentacija
Postoji nekoliko bakterija s potencijalom proizvodnje vodika. Gram-pozitivna bakterija iz roda Clostridium ima obećavajuća svojstva zbog svoje prirodno velike stope proizvodnje vodika. Uz to su i brzorastuće i sposobne oformiti endospore, što ih čini jednostavnim za upotrebu u industriji.
Vrste roda Clostridium dopuštaju proizvodnju vodika u miješanim kulturama, pod mezofilnim ili termofilnim uvjetima u okvirima pH vrijednosti od 5,0 do 6,5. Tamna fermentacija s miješanim kulturama djeluje obećavajuće, jer miješani bakterijski okoliš unutar fermentera dopušta međudjelovanje različitih vrsta da učinkovitije degradira i pretvori organski otpad u vodik, popraćen formiranjem organskih kiselina. Clostridia producira vodik putem reverzibilne hidrogenaze (2H + 2e <=> H2), a ova je reakcija važna zbog postizanja redoks ravnoteže fermentacije. 
Enterične bakterije kao Escherichia coli i Enterobacter aerogenes su također zanimljive fermentaciji biovodika. Za razliku od clostridie, enterične bakterije proizvode vodik primarno, dijeljenjem molekula (HCOOH--> H2 + CO2) koje služe za detoksifikaciju spoja. Dijeljenje nije redoks reakcija i nema nikakav utjecaj na redoks ravnotežu fermentacije. Ova detoksifikacija je posebno važna za E. coli, pošto se ona ne može sama zaštititi prilikom formiranja endospora. Dijeljenje spoja je nepovratna reakcija, stoga je proizvodnja vodika neovisna o parcijalnom tlaku vodika u fermenteru.
E. coli se smatra kao radni stroj molekularne mikrobiologije i mnogi radnici su istraživali pristupe metaboličkog inženjerstva, kako bi poboljšali fermentaciju biovodika u E. coli.
Dok kisik ubija clostridiju, enterične bakterije su neobvezni anaerobi; rastu jako brzo dok su u prisustvu kisika i progresivno prelaze s aerobnog na anaerobni metabolizam kako se količina kisika smanjuje. Stopa rasta je puno manja za vrijeme anaerobne fermentacije nego za vrijeme aerobne respiracije zato što fermentacija koristi manje metaboličke energije od iste podloge. U praksi, neobvezni anaerobi su korisniji zato što mogu brzo narasti do velike koncentracije, za vrijeme prisutstva kisika, dok za vrijeme nestašice kisika proizvode vodik na visokoj razini. 
Da bi fermentacija bila održiva u pogledu industrije, nužno je kontrolirati zajednicu bakterija unutar fermentera. Sirovine mogu sadržavati mikro-organizme, koji mogu uzrokovati promjene unutar fermentera. Enterične bakterije i većina clostridia bakterija su mezofilne. Imaju optimalnu temperaturu oko 30 stupnjeva Celzijevih, kao i većina drugih mikroorganizama. Stoga su ove fermentacije osjetljive na promjene mikrobne zajednice osim ako je sirovina sterilizirana. Za primjer, tamo gdje je sirovina podvrgnuta hidrotermalnom predtretmanu, sterilizacija je nuspojava.  Način na koji bi se mogao spriječiti utjecaj štetnih mikroorganizama na bakterijsku zajednicu jest da u fermenter dodamo poželjne bakterije. Hipertermofilna arheja kao Thermotoga neapolitana se također može koristiti za fermentaciju vodika. Zbog toga što može raditi na temperaturi od 70 °C, postoji mala šansa da ce sirovina biti kontaminirana.
Fermentacija proizvodi organske kiseline koje su otrovne bakterijama. Velike količine sprječavaju proces fermentacije i mogu aktivirati promjene u metabolizmu i obrambenim mehanizmima, kao što je sporulacija, kod raznih vrsta. Ovakva fermentacija vodika je popraćena proizvodnjom ugljičnog dioksida, koji se može odvojiti od vodika procesom pasivne separacije.
Fermentacija ce pretvoriti neke od učesnika u biomasu umjesto u vodik. Biomasa je, međutim, bogata ugljikovodicima koji se mogu vratiti natrag u fermenter da bi se osigurala stabilnost procesa. Fermentacija vodika tamnom fermentacijom je ograničena nepotpunim raspadom organskog materijala u organske kiseline i to je razlog zbog kojeg trebamo foto-fermentaciju.
Razdvajanje organskih kiselina od biomase se vrši u posebnom spremniku unutar odvodnog voda, gdje se mulj pumpa natrag u fermenter da bi povećao stopu proizvodnje vodika.
U tradicionalnim sustavima za fermentaciju, stopa razrijeđivanja se mora pažljivo kontrolirati, jer utječe na koncentraciju bakterijskih jedinica i otrovnih završnih proizvoda unutar fermentera. Mnogo kompleksnija tehnika elektro fermentacije odvaja zadržanu vodu i biomasu te prevladava inhibiciju organskih kiselina.

#### Foto-fermentacija
Foto-fermentacija se odnosi na metodu fermentacije gdje se svjetlost zahtijeva kao izvor energije. Ovakva fermentacija počiva na sposobnosti fotosinteze da očuva energijski nivo stanica. Fermentacija fotosintezom u usporedbi s drugim fermentacijama ima prednost da umjesto šećera koristi svjetlost kao izvor energije. Šećer je obično dostupan u ograničenim količinama.
Sve biljke, alge i neke bakterije su sposobne vršiti fotosintezu koriteći svjetlost kao izvor energije. Cijanobakterije se često spominju kao sposobne za produkciju vodika oksidnom fotosintezom. Međutim, ljubičasta  (PNS) bakterija obećava proizvodnju vodika anoksidnom fotositezom i foto-fermentacijom.
Istraživanja su pokazala kako je Rhodobacter sphaeroides jako sposoban proizvoditi vodik hraneći se organskim kiselinama, konzumirajući od 98 % do 99 % organskih kiselina prilikom proizvodnje. Organske kiseline mogu održivo pritjecati iz tamne fermentacije otpadne sirovine. Završni sustav se zove kombinirana fermentacija.
Foto-fermentativne bakterije mogu iskorištavati svjetlo na valnim duljinama dosega od 400 do 1000 nm, što se razlikuje od algi i cijanobakterija čiji doseg je od 400 do 700 nm.
Trenutačno postoji ograničeno iskustvo foto-fermentacije na nivou industrije. Distribucija svjetla unutar industrijskog foto-fermentera mora biti dizajnirana na način da minimizira samo-osjenčavanje.  Stoga, izvana osvjetljen fotobioreaktor mora imati velik omjer površine i volumena. Kao rezultat toga, konstrukcija fotobioreaktora sadrži intenzivne i skupe materijale.
Metoda koja bi osigurala potrebnu distribuciju svjetla i limitirala samo-osjenčavnje unutar fermentera mogla bi biti distribucija optičkim vlaknom, gdje je svjetlo prebačeno u fermenter i distribuirano unutar fermentera. Foto-fermentacija Rhodobacter sphaeroides-om zahtjeva mezofilne uvjete. Prednost fotobioreaktora s optičkim vlaknom je ta da se toplina primljena zračenjem može kontrolirati izbacivanjem viška svjetlosti i filtriranjem valnih duljina koje organizam ne može koristiti.

#### Kombinirana fermentacija
Kombiniranje tamne i foto fermentacije pokazalo se kao najbolja metoda pri proizvodnji vodika fermentacijom.  Kombinirana fermentacija dopušta korištenje organskih kiselina, proizvedenih tamnom fermentacijom iz otpanog materijala, kao substrat u procesu foto-fermentacije. Mnoge neovisne studije su pokazale da je ova tehnika učinkovita i jako praktična.
Da bi fermentacija vodika u industriji bila ekonomski održiva, nusprodukti fermentacije moraju biti minimizirani. Kombinirana fermentacija ima jedinstvenu prednost da koristi beskorisne proizvode fermentacije, kao što su organske kiseline, kroz fotosintezu.
Mnogo otpada je prikladno za fermentaciju i ekvivalent je početnih faza anaerobne probave, trenutno najvažnije biotehnologije za dobivanje energije od otpada. Jedan od glavnih izazova kombinirane fermentacije je taj da fermentacija sadrži ne samo iskoristive organske kiseline već i višak azotnih spojeva i amonijaka, koji inhibiraju aktivnost nitrogenaze PNS bakterijom. Energetski utrošak elektro-separacije organskih kiselina ispostavio se prihvatljiv u kombiniranoj fermentaciji. Elektro-fermentacija ima nuspojavu, kontinuirane, visokoproduktivne tamne fermentacije vodika.
Kao metoda za proizvodnju vodika, kombinirana fermentacija trenutno jako puno obećava.

### LED – fermenter
Da bi se napravio foto-fermenter za industrijske potrebe, bez da se koriste prevelike zemljane površine, koristi se fermenter sa svijetlećim diodama kao izvorom svjetlosti. Ovakav dizajn sprječava samo-osjenčavanje unutar fermentera, zahtjeva malu količinu energije za obavljanje fotosinteze i ima vrlo male troškove instalacije. Uređaj bi mogao biti korišten i u jeftinim modelima za obrazovne svrhe.
Međutim, bilo kojem fotobioreaktoru nemoguće je korištenje umjetne svjetlosti pri generiranju energije. Maksimalna učinkovitost pretvorbe svjetla u vodik je oko 10 %, maksimalna učinkovitost generiranja elektriciteta iz vodika je oko 80 % i maksimalna učinkovitost dobivanja svjetla iz električne energije je oko 80 %. Ovo predstavlja ciklus opadajućih prinosa. Za svrhe goriva ili proizvodnje energije, sunčeva svjetlost je potrebna, ali za umjetno pokretane fotobioreaktore kao što je LED-fermenter, možemo koristiti za proizvodnju druge vrijedne robe.

### Metabolički inženjering
Postoji ogroman potencijal za poboljšanje doprinosa vodika putem metaboličkog inženjerstva. Cloristridium bakterije mogu biti poboljšne za proizvodnju vodika, tako da se smanji učinak hidrogenaze ili onesposobljavanjem sustava kisika. Ovo će pojačati proizvodnju vodika i povećati doprinos vodika u djelu tamne fermentacije.
Dio foto-fermentacije Rhodobakterijom je dio koji će vrlo vjerojatno dobiti najviše iz metaboličkog inženjerstva. Alternativa bi mogla biti onesposobljavanje djelovanja hidrogenaze ili onesposobljavanje fotosintetskog membranskog sustava. Drugo poboljšanje bi moglo biti smanjenje izražaja pigmenta, koji štiti foto-sustav.

## Vanjske poveznice
- www.energetika-net.com – Biovodik iz pivovare  Arhivirana inačica izvorne stranice od 16. siječnja 2015. (Wayback Machine)
- Znanost.com – Super bakterijama do goriva za automobile na vodik  Arhivirana inačica izvorne stranice od 16. siječnja 2015. (Wayback Machine)